# Copa Nehru 1982
La Copa Nerhu 1982 fue la primera edición del torneo que se disputó en la India. Tuvo lugar entre el 16 de febrero y en 4 de marzo de 1982.

## Equipos participantes
| Equipos participantes | Equipos participantes | Equipos participantes | Equipos participantes |
| --------------------- | --------------------- | --------------------- | --------------------- |
| China                 | Corea del Sur         | India                 |                       |
| Italia                | Uruguay               | Yugoslavia            |                       |

### Resultados
| Selección     | Pts. | PJ | PG | PE | PP | GF | GC | Dif. |
| ------------- | ---- | -- | -- | -- | -- | -- | -- | ---- |
| Uruguay       | 8    | 5  | 3  | 2  | 0  | 9  | 5  | +4   |
| China         | 7    | 5  | 2  | 3  | 0  | 6  | 2  | +4   |
| Corea del Sur | 6    | 5  | 1  | 4  | 0  | 10 | 8  | +2   |
| Italia        | 4    | 5  | 2  | 0  | 3  | 7  | 9  | -2   |
| India         | 4    | 5  | 1  | 2  | 2  | 6  | 8  | -2   |
| Yugoslavia    | 1    | 5  | 0  | 1  | 4  | 3  | 9  | -6   |

| 16 de febrero de 1982 | India | 1:1 | China                |  |  |
|                       | Bose  |     | Goleador desconocido |  |  |

| 17 de febrero de 1982 | Uruguay     | 1:0 | Yugoslavia |  |  |
|                       | Francescoli |     |            |  |  |

| 18 de febrero de 1982 | India                   | 2:2 | Corea del Sur           |  |  |
|                       | Banerjee · Bhattacharya |     | Seok Hwang · Jong Chung |  |  |

| 19 de febrero de 1982 | China                   | 3:0 | Yugoslavia |  |  |
|                       | Goleadores desconocidos |     |            |  |  |

| 20 de febrero de 1982 | Uruguay               | 2:2 (0:2) | Corea del Sur     |  |  |
|                       | Ramos 48' · Nadal 65' |           | Hae-Chung 3', 14' |  |  |

| 21 de febrero de 1982 | India | 0:1 (0:0) | Italia     |  |  |
|                       |       |           | Segoni 76' |  |  |

| 22 de febrero de 1982 | China | 0:0 | Uruguay |  |  |

| 23 de febrero de 1982 | Corea del Sur | 1:1 | Yugoslavia           |  |  |
|                       | Hae-Chung     |     | Goleador desconocido |  |  |

| 24 de febrero de 1982 | China        | 1:0 | Italia |  |  |
|                       | Shangbin 80' |     |        |  |  |

| 25 de febrero de 1982 | India            | 1:3 (1:2) | Uruguay                          |  |  |
|                       | Bhattacharya 35' |           | Da Silva 8', 23' · Saralegui 70' |  |  |

| 26 de febrero de 1982 | Corea del Sur                                  | 4:2 (2:0) | Italia                      |  |  |
|                       | Soon-Ho Choi 20', 40', 90' · Sung-Hwa Park 86' |           | Marozzi 47' · Guadalupi 59' |  |  |

| 27 de febrero de 1982 | India                       | 2:1 | Yugoslavia           |  |  |
|                       | Bhattacharya · Bhattacharya |     | Goleador desconocido |  |  |

| 28 de febrero de 1982 | Uruguay                                   | 3:2 (1:0) | Italia                      |  |  |
|                       | Ramos 6' · Francescoli 46' · González 66' |           | Piovanelli 53' · Romiti 75' |  |  |

| 1 de marzo de 1982 | China   | 1:1 | Corea del Sur |  |  |
|                    | Xiangfu |     | Tae-Ho Lee    |  |  |

| 2 de marzo de 1982 | Italia                      | 2:1 (0:1) | Yugoslavia     |  |  |
|                    | Segoni 50' · Piovanelli 52' |           | Halihlović 11' |  |  |

### Final
| 4 de marzo de 1982 | Uruguay                  | 2:0 (1:0) | China |  |  |
|                    | Da Silva 23' · Nadal 83' |           |       |  |  |

Campeón
Uruguay
1er título
- Datos: Q4580547